# Rolf Stahl
Rolf Stahl (* 1939 in Limburg a. d. Lahn) ist ein deutscher Schauspieler, Regisseur und emeritierter Professor der Kunstuniversität Graz. 
Nach einem Studium der Germanistik studierte Rolf Stahl Schauspielkunst an der Universität in Frankfurt/Main. Er war zunächst als Schauspieler in Frankfurt/Main, Rendsburg und Dortmund engagiert. In der Spielzeit 1976/77, 1978/79 und von 1982 bis 1986 arbeitete er als Regisseur am Schauspielhaus Düsseldorf. Er war Oberspielleiter am Staatstheater Darmstadt. Später arbeitete er als freier Regisseur an Theatern in Deutschland, Österreich und der Schweiz, in Hongkong und in Indien (Bhopal). Er inszenierte mehrere Uraufführungen der Stücke von Franz Xaver Kroetz.
Stahl war ab 1993 ordentlicher Universitätsprofessor für Darstellende Kunst an der Kunstuniversität Graz. Er lebt und arbeitet in Graz.

## Filmdarsteller
- Nebelmörder (1964), Regie: Eugen York
- Aktenzeichen XY... ungelöst! (Acht Folgen, 1969–1976)